# Bernhard Gudden
Bernhard Friedrich Adolf Gudden (* 14. März 1892 in Beuel; † 3. August 1945 in Prag) war ein deutscher Physiker.

## Leben
Sein Großvater war der Nervenarzt Bernhard von Gudden. Sein Vater war der Nervenarzt Clemens Gudden, der 1890 von Leopold Besser die Heilanstalt Pützchen bei Bonn gekauft hatte. Nach dem Abitur in Bonn studierte Bernhard Gudden Mathematik und Naturwissenschaften an der Rheinischen Friedrich-Wilhelms-Universität Bonn, der Julius-Maximilians-Universität Würzburg sowie Georg-August-Universität Göttingen. Nach der Teilnahme als Offizier der Feldartillerie im Ersten Weltkrieg schloss er sein Studium 1919 mit der Promotion mit einer Dissertation zum Thema Pleochroitische Höfe : Ihre Ausbildungsformen und ihre Verwendung zur geologischen Zeitmessung ab. Anschließend wurde er Assistent von Robert Wichard Pohl und untersuchte mit diesem die Photoleitung in Festkörpern.
Nach seiner Habilitation 1921 wurde er 1924 erst außerplanmäßiger Professor und nahm danach 1926 den Ruf auf eine Professur für Experimentalphysik an der Friedrich-Alexander-Universität Erlangen an. Zu seinen Studenten an der Universität Erlangen gehörte unter anderem Rudolf Fleischmann. 1934 trat er der SA und nach der Lockerung der Aufnahmesperre zum 1. Mai 1937 der NSDAP bei.
1939 wechselte er als Professor und Leiter des Physikalischen Instituts an die Karl-Ferdinands-Universität zu Prag und lehrte dort bis zu seinem Tode. Neben seiner Lehrtätigkeit unternahm er grundlegende Arbeiten über photoelektrische Erscheinungen und Halbleiter.
Bis Kriegsende war er als Professor in Prag tätig. Nach der Befreiung wurde er in ein tschechoslowakisches Konzentrationslager deportiert; Gudden wurde todkrank und starb im Lazarett Prag-Stichow.
Er heiratete 1921 in Bergedorf bei Hamburg Clara Bohnert (* 1890). Sie war die Tochter von Felix Bohnert, Dr. phil., Oberrealschuldirektor von St. Georg in Hamburg und Elisabeth Bertheau (Tochter des Ernst Bertheau (1812–1888), Professor der alttestamentlichen Exegese und orientalischer Sprachen in Göttingen). Das Ehepaar Bernhard und Clara Gudden hatte sechs Kinder, drei Söhne und drei Töchter.
Er starb im Alter von 53 Jahren.

## Grabstätte

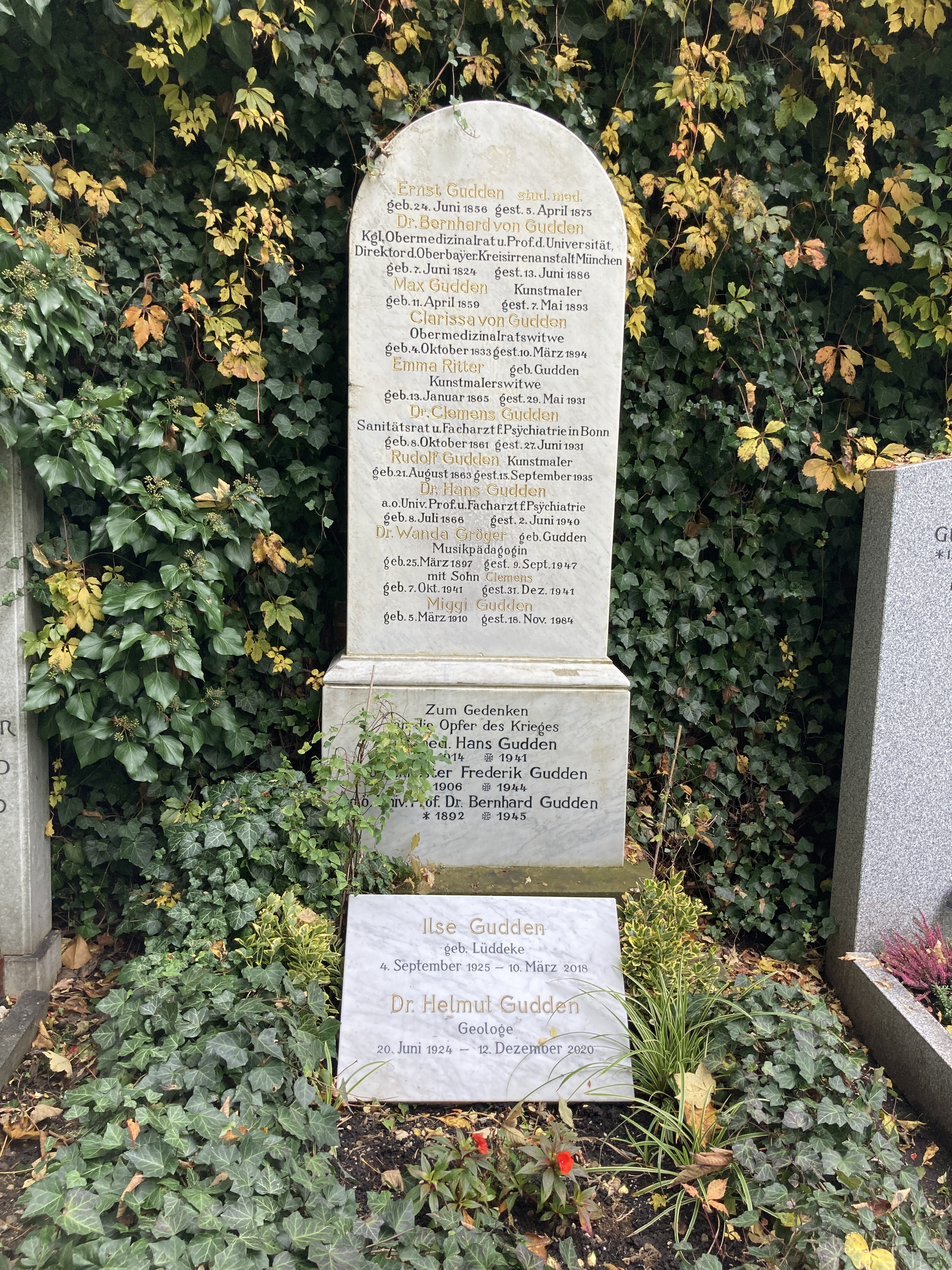
Grab von Bernhard Gudden auf dem Münchner Ostfriedhof

Die Grabstätte von Bernhard Gudden befindet sich auf dem Münchner Ostfriedhof (Grab Mauer links Nr. 5) Standort. In diesem Grab liegen ebenso sein Großvater Bernhard und seine Großmutter Clarissa und einige seiner Neffen und Nichten (Ernst, Max, Emma, Clemens, Rudolf, Hans).

## Veröffentlichungen
- Lichtelektrische Erscheinungen, Berlin 1928
- Lehrbuch der Physik. Bd. 2. Lehre von der strahlenden Energie (Optik) (Hälfte 2, Teil 2), Mitautoren Ernst Baek, Dirk Coster und Karl Wilhelm Meissner, Braunschweig 1929